# Good Riddance/Kill Your Idols
Good Riddance/Kill Your Idols is een split-ep van de Amerikaanse punkbands Good Riddance en Kill Your Idols dat werd uitgegeven op 20 november 2001 door het label Jade Tree Records. Het is de enige plaat van beide bands die via dit label uitgegeven is.

## Nummers
Good Riddance
1. "Judas and the Morning After Pill" - 1:27
2. "Grandstanding from the Cheap Seats" - 1:25
3. "Queen and John" - 2:07
4. "Strickland vs. Washington" - 1:13

Kill Your Idols
1. "Chesterfield King and Propagandhi" - 1:33
2. "I Told You So" - 2:35
3. "Another Great Start to a Miserable Day" - 2:53

## Muzikanten
Good Riddance
- Russ Rankin - zang
- Luke Pabich - gitaar
- Chuck Platt - basgitaar
- Dave Wagenschutz - drums

Kill Your Idols
- Andy West - zang
- Gary Bennett - gitaar
- Brian Meehan - gitaar
- Paul Delaney - basgitaar
- Raeph Glicken - drums